# Eleftherios Petrounias
Eleftherios Petrounias (em grego:  Λευτέρης Πετρούνιας; Atenas, 30 de novembro de 1990) é um ginasta artístico grego. Ele conquistou a medalha de ouro nas argolas nos Jogos Olímpicos de 2016, no Rio de Janeiro. É também campeão mundial no aparelho em 2015, 2017 e 2018, e seis vezes campeão europeu da modalidade.

## Carreira
Especializado nos anéis, Petrounias obteve, no 2015, o ouro nos Campeonatos Europeu e Mundial de Ginástica Artística. Ademais, ao ano seguinte defendeu seu título europeu. Em 21 de abril de 2016, foi o primeiro atleta misto no percurso da tocha olímpica, depois de que fora acessa em Olímpia. Nos Jogos Olímpicos de Rio de Janeiro, classificou à final de anéis em segundo lugar com uma pontuação de 15.833 pontos. Em 15 de agosto, ganhou a medalha de ouro com um total de 16.000 pontos; 0.234 mais que a pontuação recebida pelo medalhista de prata, o brasileiro Arthur Zanetti. Esta foi a primeira medalha em anéis para Grécia desde que Dimosthenis Tampakos ganhou esse evento em Atenas 2004.